# Torneo di Wimbledon 2007
Il Torneo di Wimbledon 2007 è stata la 121ª edizione del Torneo di Wimbledon e terza prova stagionale dello Slam per il 2007. Si è disputato dal 25 giugno all'8 luglio 2007 all'All England Lawn Tennis and Croquet Club. Il singolare maschile è stato vinto per la quinta volta consecutiva dallo svizzero Roger Federer, che si è imposto a fatica sul rivale Rafael Nadal in cinque set. Il singolare femminile è stato vinto dall'americana Venus Williams, che ha battuto in due set la sorprendente francese Marion Bartoli. Nel doppio maschile si sono imposti i francesi Arnaud Clément e Michaël Llodra, mentre nel doppio femminile hanno trionfato Cara Black e Liezel Huber. Nel doppio misto la vittoria è andata ad Jamie Murray e Jelena Janković.

## Partecipanti uomini

### Teste di serie
| Nazionalità | Giocatore             | Ranking | Testa di serie |
| ----------- | --------------------- | ------- | -------------- |
| Svizzera    | Roger Federer         | 1       | 1              |
| Spagna      | Rafael Nadal          | 2       | 2              |
| Stati Uniti | Andy Roddick          | 3       | 3              |
| Serbia      | Novak Đoković         | 5       | 4              |
| Cile        | Fernando González     | 6       | 5              |
| Russia      | Nikolaj Davydenko     | 4       | 6              |
| Rep. Ceca   | Tomáš Berdych         | 11      | 7              |
| Regno Unito | Andy Murray           | 8       | 8              |
| Stati Uniti | James Blake           | 9       | 9              |
| Cipro       | Marcos Baghdatis      | 16      | 10             |
| Spagna      | Tommy Robredo         | 7       | 11             |
| Francia     | Richard Gasquet       | 12      | 12             |
| Germania    | Tommy Haas            | 10      | 13             |
| Russia      | Michail Južnyj        | 14      | 14             |
| Croazia     | Ivan Ljubičić         | 13      | 15             |
| Australia   | Lleyton Hewitt        | 19      | 16             |
| Spagna      | David Ferrer          | 15      | 17             |
| Finlandia   | Jarkko Nieminen       | 21      | 18             |
| Svezia      | Jonas Björkman        | 31      | 19             |
| Spagna      | Juan Carlos Ferrero   | 18      | 20             |
| Russia      | Dmitrij Tursunov      | 24      | 21             |
| Argentina   | Guillermo Cañas       | 17      | 22             |
| Argentina   | David Nalbandian      | 26      | 23             |
| Argentina   | Juan Ignacio Chela    | 20      | 24             |
| Spagna      | Carlos Moyá           | 22      | 25             |
| Russia      | Marat Safin           | 25      | 26             |
| Germania    | Philipp Kohlschreiber | 28      | 27             |
| Svezia      | Robin Söderling       | 29      | 28             |
| Argentina   | Agustín Calleri       | 30      | 29             |
| Italia      | Filippo Volandri      | 27      | 30             |
| Slovacchia  | Dominik Hrbatý        | 34      | 31             |
| Argentina   | Juan Mónaco           | 33      | 32             |

### Altri partecipanti
I seguenti giocatori hanno ricevuto una wildcard per il tabellone principale:
- Jo Wilfried Tsonga
- Jamie Baker
- Joshua Goodall
- Alex Bogdanović
- Richard Bloomfield
- Thiemo De Bakker
- Marin Čilić
- Jonathan Marray

I seguenti giocatori sono passati dalle qualificazioni:

- Edouard Roger Vasselin
- Wayne Arthurs
- Aisam Ul Haq Qureshi
- Tomáš Zíb
- Gilles Müller
- Alejandro Falla
- Nicolas Mahut
- Jimmy Wang
- Lee Childs
- Rik De Voest
- Zack Fleishman
- Bobby Reynolds
- Bohdan Ulihrach
- Miša Zverev
- Fernando Vicente
- Sam Warburg
- Jo Wilfried Tsonga (lucky loser)
- Frank Dancevic (lucky loser)

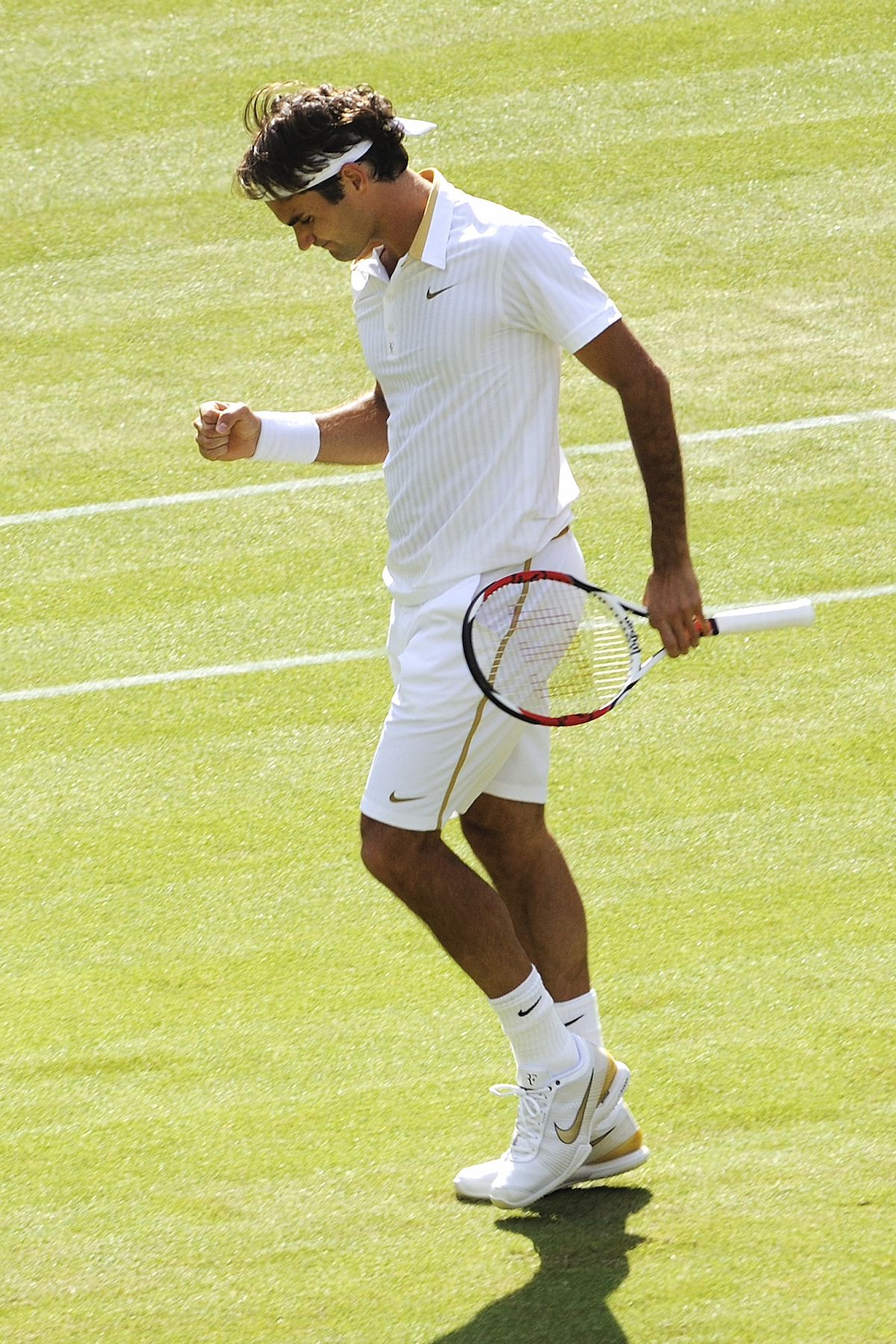
Roger Federer vince il 5º titolo a Wimbledon ed eguaglia Björn Borg

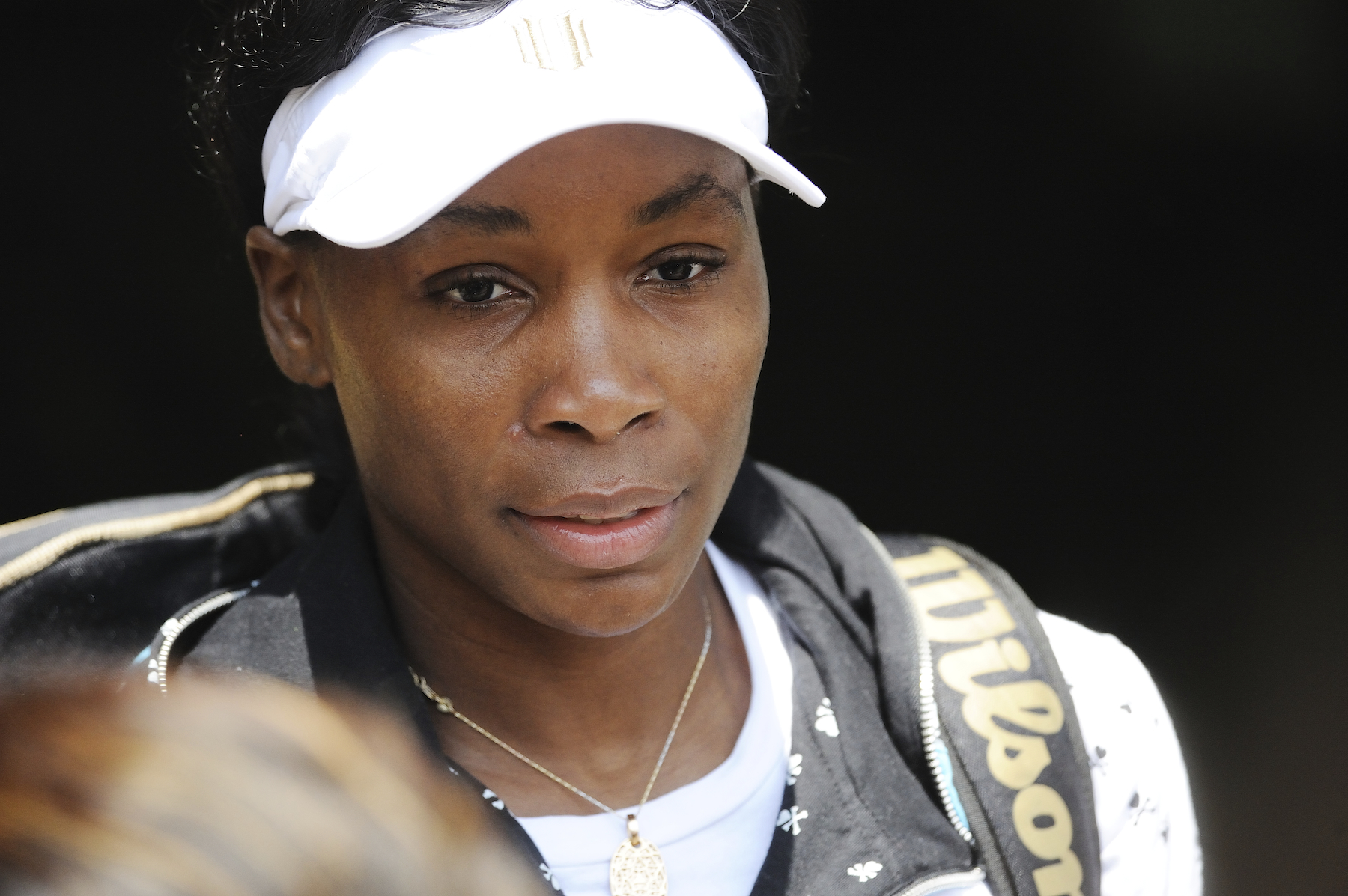
Venus Williams al 4º titolo a Wimbledon

- Kevin Kim (lucky loser)

## Risultati

### Singolare maschile
|  | Quarti di finale | Quarti di finale    | Quarti di finale    | Quarti di finale | Quarti di finale | Quarti di finale | Quarti di finale |  |  | Semifinali      | Semifinali      | Semifinali      | Semifinali      | Semifinali | Semifinali | Semifinali |   |   | Finale        | Finale        | Finale | Finale | Finale | Finale | Finale |  |
|  |                  |                     |                     |                  |                  |                  |                  |  |  |                 |                 |                 |                 |            |            |            |   |   |               |               |        |        |        |        |        |  |
|  | 1                | Roger Federer       | Roger Federer       | 7                | 3                | 6                | 6                |  |  |                 |                 |                 |                 |            |            |            |   |   |               |               |        |        |        |        |        |  |
|  | 20               | Juan Carlos Ferrero | Juan Carlos Ferrero | 62               | 6                | 1                | 3                |  |  | Roger Federer   | Roger Federer   | Roger Federer   | Roger Federer   | 7          | 6          | 6          |   |   |               |               |        |        |        |        |        |  |
|  | 3                | Andy Roddick        | 6                   | 6                | 62               | 63               | 6                |  |  | Richard Gasquet | Richard Gasquet | Richard Gasquet | Richard Gasquet | 5          | 3          | 4          |   |   |               |               |        |        |        |        |        |  |
|  | 12               | Richard Gasquet     | 4                   | 4                | 7                | 7                | 8                |  |  |                 |                 |                 |                 |            |            |            |   |   | Roger Federer | Roger Federer | 7      | 4      | 7      | 2      | 6      |  |
|  | 10               | Marcos Baghdatis    | 64                  | 69               | 7                | 6                | 5                |  |  |                 |                 | Rafael Nadal    | Rafael Nadal    | 67         | 6          | 63         | 6 | 2 |               |               |        |        |        |        |        |  |
|  | 4                | Novak Đoković       | 7                   | 7                | 63               | 4                | 7                |  |  | Novak Đoković   | Novak Đoković   | Novak Đoković   | 6               | 1          | 1          | r          |   |   |               |               |        |        |        |        |        |  |
|  | 7                | Tomáš Berdych       | Tomáš Berdych       | Tomáš Berdych    | 6(1)             | 4                | 2                |  |  | Rafael Nadal    | Rafael Nadal    | Rafael Nadal    | 3               | 6          | 4          |            |   |   |               |               |        |        |        |        |        |  |
|  | 2                | Rafael Nadal        | Rafael Nadal        | Rafael Nadal     | 7                | 6                | 6                |  |  |                 |                 |                 |                 |            |            |            |   |   |               |               |        |        |        |        |        |  |

### Singolare femminile
|  | Quarti di finale | Quarti di finale   | Quarti di finale   | Quarti di finale | Quarti di finale |  |  | Semifinali     | Semifinali     | Semifinali     | Semifinali     | Semifinali     |   |   | Finale         | Finale         | Finale         | Finale | Finale |  |
|  |                  |                    |                    |                  |                  |  |  |                |                |                |                |                |   |   |                |                |                |        |        |  |
|  | 1                | Justine Henin      | 6                  | 3                | 6                |  |  |                |                |                |                |                |   |   |                |                |                |        |        |  |
|  | 7                | Serena Williams    | 4                  | 6                | 3                |  |  | Justine Henin  | Justine Henin  | 6              | 5              | 1              |   |   |                |                |                |        |        |  |
|  | 18               | Marion Bartoli     | 3                  | 6                | 6                |  |  | Marion Bartoli | Marion Bartoli | 1              | 7              | 6              |   |   |                |                |                |        |        |  |
|  | 31               | Michaëlla Krajicek | 6                  | 3                | 2                |  |  |                |                |                |                |                |   |   | Marion Bartoli | Marion Bartoli | Marion Bartoli | 4      | 1      |  |
|  | 6                | Ana Ivanović       | 4                  | 6                | 7                |  |  |                |                | Venus Williams | Venus Williams | Venus Williams | 6 | 6 |                |                |                |        |        |  |
|  | 14               | Nicole Vaidišová   | 6                  | 2                | 5                |  |  | Ana Ivanović   | Ana Ivanović   | Ana Ivanović   | 2              | 4              |   |   |                |                |                |        |        |  |
|  | 5                | Svetlana Kuznecova | Svetlana Kuznecova | 3                | 4                |  |  | Venus Williams | Venus Williams | Venus Williams | 6              | 6              |   |   |                |                |                |        |        |  |
|  | 23               | Venus Williams     | Venus Williams     | 6                | 6                |  |  |                |                |                |                |                |   |   |                |                |                |        |        |  |

### Doppio maschile
|  | Quarti di finale | Quarti di finale               | Quarti di finale               | Quarti di finale              | Quarti di finale | Quarti di finale | Quarti di finale |  |  | Semifinali                     | Semifinali                     | Semifinali                     | Semifinali                     | Semifinali                    | Semifinali | Semifinali |   |   | Finale               | Finale               | Finale               | Finale | Finale | Finale | Finale |  |
|  |                  |                                |                                |                               |                  |                  |                  |  |  |                                |                                |                                |                                |                               |            |            |   |   |                      |                      |                      |        |        |        |        |  |
|  | 1                | Bob Bryan Mike Bryan           | Bob Bryan Mike Bryan           | Bob Bryan Mike Bryan          | 6                | 6                | 6                |  |  |                                |                                |                                |                                |                               |            |            |   |   |                      |                      |                      |        |        |        |        |  |
|  | 9                | Lukáš Dlouhý Pavel Vízner      | Lukáš Dlouhý Pavel Vízner      | Lukáš Dlouhý Pavel Vízner     | 3                | 2                | 4                |  |  | Bob Bryan Mike Bryan           | Bob Bryan Mike Bryan           | Bob Bryan Mike Bryan           | Bob Bryan Mike Bryan           | 7                             | 6          | 7          |   |   |                      |                      |                      |        |        |        |        |  |
|  | 4                | Fabrice Santoro Nenad Zimonjić | Fabrice Santoro Nenad Zimonjić | 7                             | 65               | 6                | 6                |  |  | Fabrice Santoro Nenad Zimonjić | Fabrice Santoro Nenad Zimonjić | Fabrice Santoro Nenad Zimonjić | Fabrice Santoro Nenad Zimonjić | 64                            | 4          | 6          |   |   |                      |                      |                      |        |        |        |        |  |
|  | 5                | Martin Damm Leander Paes       | Martin Damm Leander Paes       | 6                             | 7                | 4                | 3                |  |  |                                |                                |                                |                                |                               |            |            |   |   | Bob Bryan Mike Bryan | Bob Bryan Mike Bryan | Bob Bryan Mike Bryan | 7      | 3      | 4      | 4      |  |
|  |                  | Marcelo Melo André Sá          | Marcelo Melo André Sá          | Marcelo Melo André Sá         | 6                | 6                | 6                |  |  |                                |                                | Arnaud Clément Michaël Llodra  | Arnaud Clément Michaël Llodra  | Arnaud Clément Michaël Llodra | 65         | 6          | 6 | 6 |                      |                      |                      |        |        |        |        |  |
|  | 3                | Mark Knowles Daniel Nestor     | Mark Knowles Daniel Nestor     | Mark Knowles Daniel Nestor    | 4                | 3                | 4                |  |  | Marcelo Melo André Sá          | Marcelo Melo André Sá          | Marcelo Melo André Sá          | Marcelo Melo André Sá          | 68                            | 3          | 3          |   |   |                      |                      |                      |        |        |        |        |  |
|  | 10               | Arnaud Clément Michaël Llodra  | Arnaud Clément Michaël Llodra  | Arnaud Clément Michaël Llodra | 6                | 6                | 6                |  |  | Arnaud Clément Michaël Llodra  | Arnaud Clément Michaël Llodra  | Arnaud Clément Michaël Llodra  | Arnaud Clément Michaël Llodra  | 7                             | 6          | 6          |   |   |                      |                      |                      |        |        |        |        |  |
|  | Q                | Harel Levy Rajeev Ram          | Harel Levy Rajeev Ram          | Harel Levy Rajeev Ram         | 3                | 2                | 2                |  |  |                                |                                |                                |                                |                               |            |            |   |   |                      |                      |                      |        |        |        |        |  |

### Doppio misto
|  | Quarti di finale | Quarti di finale                 | Quarti di finale               | Quarti di finale | Quarti di finale |  |  | Semifinali                       | Semifinali                       | Semifinali                  | Semifinali                  | Semifinali |   |   | Finale                       | Finale                       | Finale | Finale | Finale |  |
|  |                  |                                  |                                |                  |                  |  |  |                                  |                                  |                             |                             |            |   |   |                              |                              |        |        |        |  |
|  |                  | Alex Bogdanović Melanie South    | Alex Bogdanović Melanie South  | 3                | 64               |  |  |                                  |                                  |                             |                             |            |   |   |                              |                              |        |        |        |  |
|  | 11               | Daniel Nestor Elena Lichovceva   | Daniel Nestor Elena Lichovceva | 6                | 7                |  |  | Daniel Nestor Elena Lichovceva   | Daniel Nestor Elena Lichovceva   | 4                           | 6                           | 4          |   |   |                              |                              |        |        |        |  |
|  |                  | Jamie Murray Jelena Janković     | 7                              | 64               | 7                |  |  | Jamie Murray Jelena Janković     | Jamie Murray Jelena Janković     | 6                           | 4                           | 6          |   |   |                              |                              |        |        |        |  |
|  | 9                | Marcin Matkowski Cara Black      | 6(1)                           | 7                | 5                |  |  |                                  |                                  |                             |                             |            |   |   | Jamie Murray Jelena Janković | Jamie Murray Jelena Janković | 6      | 3      | 6      |  |
|  | 5                | Jonas Björkman Alicia Molik      | 4                              | 6                | 6                |  |  |                                  |                                  | Jonas Björkman Alicia Molik | Jonas Björkman Alicia Molik | 4          | 6 | 1 |                              |                              |        |        |        |  |
|  |                  | Jordan Kerr Kateryna Bondarenko  | 6                              | 3                | 4                |  |  | Jonas Björkman Alicia Molik      | Jonas Björkman Alicia Molik      | 6                           | 3                           | 6          |   |   |                              |                              |        |        |        |  |
|  | 8                | Leander Paes Meghann Shaughnessy | 6                              | 3                | 4                |  |  | Fabrice Santoro Séverine Brémond | Fabrice Santoro Séverine Brémond | 3                           | 6                           | 3          |   |   |                              |                              |        |        |        |  |
|  |                  | Fabrice Santoro Séverine Brémond | 2                              | 6                | 6                |  |  |                                  |                                  |                             |                             |            |   |   |                              |                              |        |        |        |  |

## Junior

### Singolare ragazzi
Donald Young ha battuto in finale  Uladzimir Ihnacik col punteggio di 7-5, 6-1

### Singolare ragazze
Urszula Radwańska ha battuto in finale  Madison Brengle col punteggio di 2-6, 6-3, 6-0

### Doppio ragazzi
Daniel Lopez /  Matteo Trevisan hanno battuto in finale  Roman Jebavý /  Martin Kližan col punteggio di 7–6(5), 4-6, [10-8]

### Doppio ragazze
Anastasija Pavljučenkova /  Urszula Radwańska hanno battuto in finale  Misaki Doi /  Kurumi Nara col punteggio di 6-4, 2-6, [10-7]

## Altri eventi

### Doppio maschile per invito
Jacco Eltingh /  Paul Haarhuis hanno battuto in finale  Mark Petchey /  Chris Wilkinson col punteggio di 6-2, 6-2

### Doppio maschile senior per invito
Jeremy Bates /  Anders Järryd hanno battuto in finale  Kevin Curren /  Johan Kriek col punteggio di 6-3, 6-3

### Doppio femminile per invito
Jana Novotná /  Helena Suková hanno battuto in finale  Ilana Kloss /  Rosalyn Nideffer col punteggio di 6-3, 6-3

### Doppio maschile in carrozzina
Robin Ammerlaan /  Ronald Vink hanno battuto in finale  Shingo Kunieda /  Satoshi Saida col punteggio di 4-6, 7-5, 6-2